# Episodi di Justice - Nel nome della legge
La serie è costituita solo da 13 episodi. I primi 12 sono stati trasmessi dal 30 agosto 2006 al 22 dicembre 2006 sul canale americano FOX. L'ultimo episodio, invece, è stato trasmesso in Messico il 28 febbraio 2007.
In Italia la serie viene trasmessa su Rai 2 dal 12 dicembre 2008 dapprima di venerdì alle 21.50 con un doppio episodio dopo una replica di Close to Home, poi, dal quinto episodio, la serie è stata spostata al sabato, dopo una replica di Cold Case sempre con un doppio appuntamento fino all'ottavo episodio. Gli episodi dal nono all'undicesimo sono stati trasmessi sempre di sabato alle 21.50, ma con un solo episodio settimanale, ma, infine, dopo gli scarsi ascolti registrati in tutte le collocazioni provate dal network, gli ultimi due episodi sono stati spostati e trasmessi di venerdì alle 22.40 dopo gli episodi inediti del quattordicesimo ciclo di E.R. - Medici in prima linea.
| nº | Titolo originale          | Titolo italiano           | Prima TV USA      | Prima TV Italia  |
| -- | ------------------------- | ------------------------- | ----------------- | ---------------- |
| 1  | Pilot                     | Uno strano incidente      | 30 agosto 2006    | 12 dicembre 2008 |
| 2  | Pretty Woman              | Frequentazioni pericolose | 6 settembre 2006  | 12 dicembre 2008 |
| 3  | Behind the Orange Curtain | La sposa scomparsa        | 13 settembre 2006 | 19 dicembre 2008 |
| 4  | Addicts                   | Amore folle               | 20 settembre 2006 | 19 dicembre 2008 |
| 5  | Wrongful Death            | Una morte ingiusta        | 27 settembre 2006 | 27 dicembre 2008 |
| 6  | Crucified                 | Crocifisso                | 23 ottobre 2006   | 27 dicembre 2008 |
| 7  | Death Spiral              | Errore umano              | 30 ottobre 2006   | 3 gennaio 2009   |
| 8  | Shark Week                | Doppia difesa             | 6 novembre 2006   | 3 gennaio 2009   |
| 9  | Shotgun                   | Tendere una mano          | 1º dicembre 2006  | 10 gennaio 2009  |
| 10 | Filicide                  | Aiutami                   | 8 dicembre 2006   | 17 gennaio 2009  |
| 11 | Prior Conviction          | Riparare ad un errore     | 15 dicembre 2006  | 24 gennaio 2009  |
| 12 | Christmas Party           | Il party di Natale        | 22 dicembre 2006  | 30 gennaio 2009  |
| 13 | False Confession          | Falsa confessione         | 28 febbraio 2007  | 6 febbraio 2009  |

## Uno strano incidente
- Titolo originale: Pilot
- Diretto da: David McNally
- Scritto da: Tyler Bensinger, Jonathan Shapiro, David McNally

### Trama
Un marito chiama lo studio legale Tnt&g perché accusato dell'omicidio della moglie avvenuto nella piscina della loro villa. Alla fine dell'episodio si scoprirà che semplicemente la donna era caduta battendo la testa sul bordo vasca.

## Frequentazioni pericolose
- Titolo originale: Pretty Woman
- Diretto da: David McNally
- Scritto da: Jonathan Shapiro

### Trama
Una giovane ragazza contatta il team per farsi assistere nel suo caso: per autodifesa ha pugnalato a morte una star che stava frequentando. Nel processo ci sono delle complicazioni dovute al fatto che la sua versione ha delle incongruenze. Si scoprirà poi che la vittima non è stata uccisa frontalmente, ma alla schiena.

## La sposa scomparsa
- Titolo originale: Behind the Orange Curtain
- Diretto da: Karen Gaviola
- Scritto da: Terri Kopp, Courtney Kemp Agboh

### Trama
Una giovane sposa scompare il giorno prima delle nozze e viene incolpato il barman che l'ha riportata all'albergo. Iniziano le ricerche della donna e poco prima del processo viene trovata morta vicino al molo grazie a una telefonata anonima. Si scoprirà che a ucciderla è stato il futuro suocero perché lei non voleva firmare un accordo prematrimoniale milionario. In questo episodio si viene a conoscere che uno degli avvocati del team, Tom, ha mandato a monte le sue nozze anni prima e Ron possiede quote di un bar a Orange Country.

## Amore folle
- Titolo originale: Addicts
- Diretto da: Paul McCrane
- Scritto da: Lauren Schmidt, Jonathan Shapiro

### Trama
Una giovane amica di Tom che è ricoverata in una clinica per la disintossicazione viene accusata di aver buttato giù dal balcone il suo ex ragazzo. Il team scopre che in realtà nell'omicidio è coinvolta una psicoterapeutica tossica che fornisce dosi di droga ai suoi pazienti e aveva una storia con la ragazza.

## Una morte ingiusta
- Titolo originale: Wrongful Death
- Diretto da:
- Scritto da:

### Trama
Una madre con la figlia è andata sulle montagne russe ed è poi morta. Il team cerca di ottenere un giusto risarcimento che sia maggiore di 500 000 dollari. L'accusa come tesi sostiene che sia un suicidio mentre la difesa è alle prese con una causa civile anziché le solite penali. Ron chiede come risarcimento 10 milioni, ma scoprono che la donna era malata in fase terminale di tumore alle ovaie. Si scopre che i sistemi di sicurezza non erano ammodernizzati perché la società voleva risparmiare e si era slacciata una cintura di sicurezza. La società è costretta a risarcire 30 milioni.

## Crocifisso
- Titolo originario: Crucified
- Diretto da:
- Scritto da:

### Trama
Un 17enne dark è accusato dell'omicidio di un coetaneo che è stato crocifisso. Con il coetaneo aveva avuto diversi screzi perché era bulleggiato. Si scopre che la crocefissione può essere opera di una sola persona. Il padre durante la testimonianza si autoaccusa per salvare il figlio. Non avrebbe potuto essere il ragazzo perché qualche mese prima si era rotto il braccio e ciò avrebbe causato una nuova frattura. Nel finale, dopo che il giovane è stato dichiarato colpevole, si vede che il vero assassino è il vicino di casa. Il team decide di ricorrere in appello.

## Errore umano
- Titolo originale: Death Spiral
- Diretto da:
- Scritto da:

### Trama
Una coppia di giovani fidanzati muore in un incidente aereo. La famiglia della ragazza, Claire, chiede aiuto al team per scoprire la verità sullo schianto. Gli avevano offerto infatti un risarcimento di 10 milioni di dollari che li fa sospettare che ci sia stato un errore nella guida del velivolo. La madre del ragazzo, Regina Stack, è una potente donna d'affari in ambito tecnologico cerca di ostacolare le indagini in ogni modo; infatti corrompe un funzionare per cremare subito il corpo senza autopsia. Dalle simulazioni si capisce che la colpa dell'incidente è data da un errore umano dovuto alla scarsa esperienza. La causa viene vinta con 1 dollaro di danno materiale e 20 milioni per danno morale.

## Doppia difesa
- Titolo originale: Shark Week
- Diretto da:
- Scritto da:

### Trama
Il team difende due imputati che sono migliori amici: sono accusati di aver ucciso la moglie di uno dei due buttandola da uno yacht. La difesa sostiene invece che la donna sia stata uccisa dopo la cena al ristorante sull'isola dove erano avallando la tesi con i morsi degli squali. Si scopre poi che la donna aveva avuto una relazione con il migliore amico del marito che l'ha uccisa.

## Tendere una mano
- Titolo originale: Shotgun
- Diretto da:
- Scritto da:

### Trama
Tom decide di difendere il parcheggiatore dello studio immigrato irregolare accusa di aver ucciso dentro la roulotte la moglie. Si scopre che lei aveva subito mesi prima uno stupro ed aveva deciso di suicidarsi con un fucile premendo il grilletto con il piede.

## Aiutami
- Titolo originale: Filicide
- Diretto da:
- Scritto da:

### Trama
Karen, un'amica ed ex fidanzata di Ron, viene accusata dell'omicidio del figlio. Lei sostiene che sparargli sia stata legittima difesa, infatti era vittima di maltrattamenti da parte sua. La madre, il nuovo fidanzato di lei e il figlio erano coinvolti in un giro di droga. La donna viene condannata. Si scopre alla fine che la madre ha sparato volontariamente due colpi al figlio e si è poi fatta pestare dal fidanzato.

## Riparare ad un errore
- Titolo originale: Prior Conviction
- Diretto da:
- Scritto da:

### Trama
Un uomo che Luther aveva condannato per l'omicidio della moglie 15 anni prima chiede il suo aiuto per un omicidio per cui è accusato, quello del suo padrone di casa. L'accusa ha un testimone oculare che dice di aver visto l'uomo, ma non poteva esser possibile per via del riflesso sul vetro. Luther si rende conto che condannandolo la volta scorsa aveva commesso un errore dato che non era possibile fosse il colpevole per le tempistiche dell'omicidio. Viene dichiarato innocente. Si scopre che l'assassino è l'agente di custodia che aveva commesso il delitto per rubare l'incasso.

## Il party di Natale
- Titolo originale: Christmas Party
- Diretto da:
- Scritto da:

### Trama
Tom incontro in tribunale un ragazzo accusato dell'omicidio di un tassista. Accetta la difesa perché vuole che il ragazzo torni a casa prima di Natale: l'udienza è fissata per il 22 dicembre. Per la difesa il ragazzo è scappato prima della sparatoria e non ha visto nulla. L'accusa invece dichiara di avere un testimone oculare. In tutto ciò ha tempo solo fino alle 17 perché poi chiude il tribunale. Luther ha organizzato una centrale operativa in ufficio per aiutarlo a distanza. Dalle dichiarazioni capiscono che è un informatore federale, per non far uscire quest'informazione in aula l'accusa ritira i capi di imputazione. Nel finale si scopre che il ragazzo dopo la rissa è sceso e il tassista lanciando la pistola si è colpito ed è morto.
Al party di Natale organizzato dallo studio viene trovato in sala prove un neonato. Si scopre che è stato lasciato lì dalla nuova reception che ha rapito il figlio della vicina perché non lo curava. Decidono di fare una mediazione nello studio con giudice la prima moglie, ora ex, di Ron. La madre tossicodipendente andrà in cura e la custodia sarà esclusiva del padre per un periodo temporaneo.

## Falsa confessione
- Titolo originale: False Confession
- Diretto da:
- Scritto da:

### Trama
Una 15enne confessa di aver ucciso il bambino a cui faceva da babysitter: questo è successo perché lei dopo 8 ore di interrogatorio ha confessato perché stanca e sotto pressione. Si deve decidere se deve essere giudicata come un'adulta o meno. In aula viene confutata la confessione resa alla polizia infatti avevano fatto un montaggio di varie frasi. Il bambino aveva fatto suonare l'allarme e nella confusione era salito su una libreria da cui è poi caduto. La ragazza viene assolta.